# Basco (Illinois)
Basco és una població dels Estats Units a l'estat d'Illinois. Segons el cens del 2000 tenia 107 habitants.

## Demografia
Segons el cens del 2000, Basco tenia 107 habitants, 48 habitatges, i 27 famílies. La densitat de població era de 179,6 habitants/km².
Dels 48 habitatges en un 25% hi vivien nens de menys de 18 anys, en un 45,8% hi vivien parelles casades, en un 8,3% dones solteres, i en un 43,8% no eren unitats familiars. En el 35,4% dels habitatges hi vivien persones soles el 22,9% de les quals corresponia a persones de 65 anys o més que vivien soles. El nombre mitjà de persones vivint en cada habitatge era de 2,23 i el nombre mitjà de persones que vivien en cada família era de 2,93.
Per edats la població es repartia de la següent manera: un 22,4% tenia menys de 18 anys, un 8,4% entre 18 i 24, un 30,8% entre 25 i 44, un 18,7% de 45 a 60 i un 19,6% 65 anys o més.
L'edat mediana era de 38 anys. Per cada 100 dones de 18 o més anys hi havia 80,4 homes.
La renda mediana per habitatge era de 29.306 $ i la renda mediana per família de 58.125 $. Els homes tenien una renda mediana de 34.375 $ mentre que les dones 22.188 $. La renda per capita de la població era de 16.746 $. Aproximadament el 6,1% de les famílies i el 9,2% de la població estaven per davall del llindar de pobresa.

## Poblacions properes
El següent diagrama mostra les poblacions més properes.